# Día de la Bandera Mexicana
El Día de la Bandera es la fecha conmemorativa en México dedicada a la bandera nacional. Este se celebra el 24 de febrero, fecha de creación de este símbolo patrio en 1821 por Agustín de Iturbide; la celebración fue establecida en 1934 por el entonces presidente Lázaro Cárdenas, frente al monumento a Vicente Guerrero, el cual fue el primero en jurar lealtad a la bandera mexicana, el 12 de marzo de 1821.

## Historia

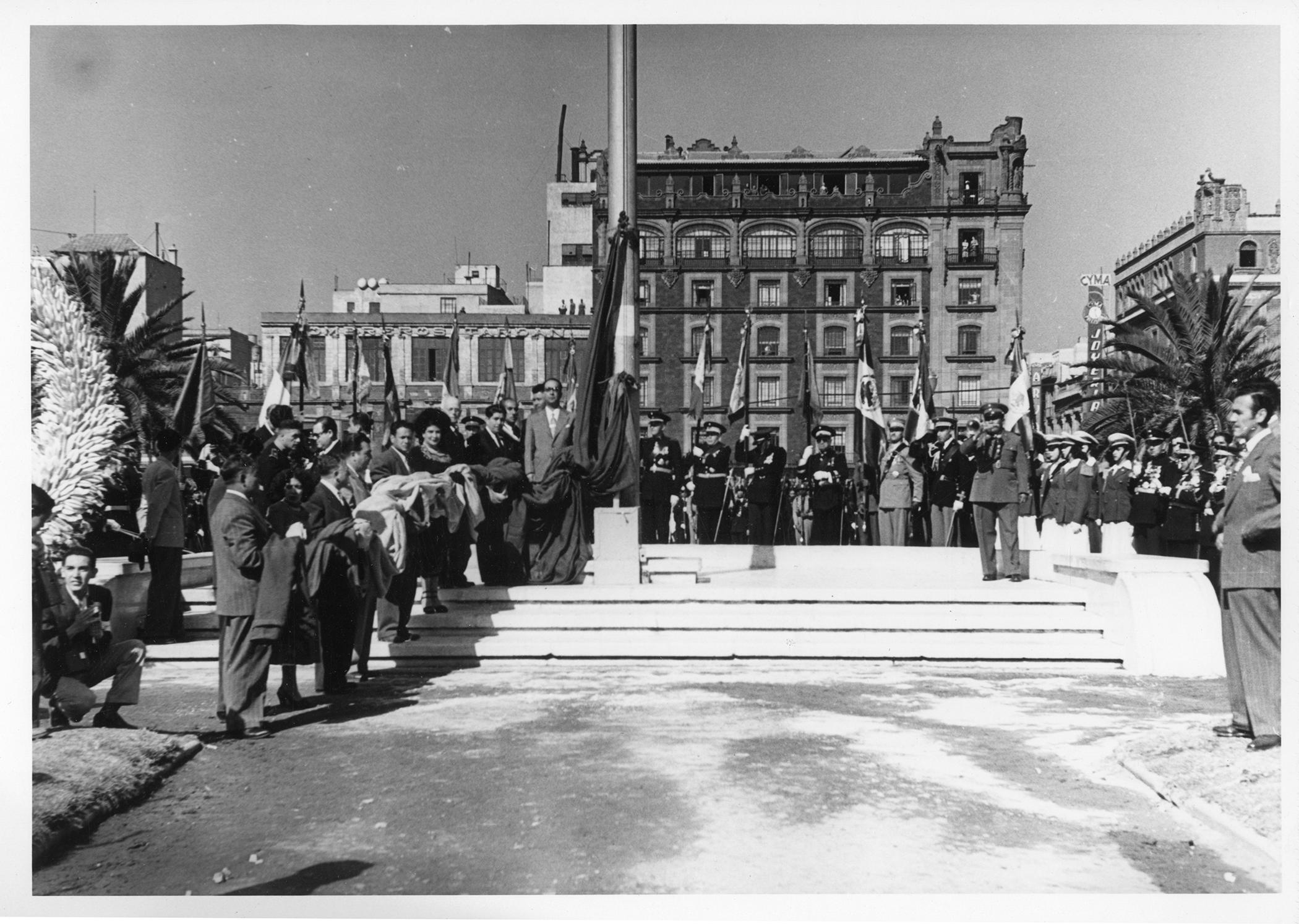
Celebraciones del Día de la Bandera en la Ciudad de México, 24 de febrero de 1950

"Pendon trigarante" en 1821

La fecha fue seleccionada porque más de un siglo antes (el 24 de febrero de 1821), el "Plan de Iguala" o "Plan de las tres garantías" fue proclamado por Agustín de Iturbide y Vicente Guerrero para la conformación del [Ejército Trigarante]], que unificaba las fuerzas realistas con los insurgentes para la consumación de la independencia. Este plan se basó en tres principios: «Religión, Independencia y Unidad» los cuales estaban representados en los colores de la bandera insignia de esta unidad (verde, blanco y rojo); creada ese mismo día por José Magdaleno Ocampo, quien confeccionó la divisa, comúnmente conocida como el "Pendón Trigarante". El diseño incluía los colores: blanco, verde y rojo en ese orden, dispuestos en franjas diagonales con tres estrellas doradas de ocho puntas, una en el centro de cada color.
El Día de la Bandera fue establecido de manera oficial el día 24 de febrero de 1934, aprobandose ese año la legislación que regula los símbolos patrios de México. No se convirtió en día feriado oficial hasta el año 1940, tras un decreto de Lázaro Cárdenas.

## Homenajes al Día de la Bandera
Los homenajes a la bandera son acompañados de la interpretación del Toque de Bandera, un breve himno con letra de Xóchitl Angélica Palomino Contreras y música de Juan Pío Manzanares. 
Cuando se recita el juramento, se acostumbra a saludar a la bandera con el brazo levantado y saludo Bellamy mientras se dice el mismo. Cuando se hace desfilar la bandera, el brazo se coloca sobre el pecho, con la palma paralela al suelo.